# Zolotújino
Zolotújino (ruso: Золоту́хино) es un asentamiento de tipo urbano de Rusia, capital del raión homónimo en la óblast de Kursk.
En 2021, el asentamiento tenía una población de 4487 habitantes. Su término municipal no tiene pedanías, aunque el asentamiento alberga el ayuntamiento del vecino asentamiento rural (selsovet) de Donskoye, con varias de cuyas localidades rurales forma una conurbación de más de seis mil habitantes.
Se ubica unos 40 km al noreste de Kursk y unos 50 km al noroeste de Shchigrý.

## Historia
En el Imperio ruso era una aldea (derevnia) de realengo en el uyezd de Shchigrý de la gobernación de Kursk, que en la década de 1860 tenía unos cuatrocientos habitantes. Su desarrollo urbano comenzó en 1868, cuando se abrió aquí una estación en la línea de ferrocarril de Oriol a Kursk, de los Ferrocarriles de Moscú. En las décadas siguientes se fueron creando industrias en torno a la estación. La Unión Soviética le dio el estatus de capital distrital en 1929, cuando se trasladó la sede administrativa del raión desde el vecino mestechko de Svoboda, y el de asentamiento de tipo urbano en 1967.